# Lepadella acuminata
Lepadella acuminata är en hjuldjursart som först beskrevs av Ehrenberg 1834.  Lepadella acuminata ingår i släktet Lepadella och familjen Lepadellidae. Arten är reproducerande i Sverige. Inga underarter finns listade i Catalogue of Life.